# 澁谷由里
澁谷 由里（しぶたに ゆり、1968年 - ）は、日本の歴史学者。帝京大学文学部史学科教授。

## 略歴
東京都生まれ。日本女子大学文学部卒業。1998年京都大学大学院文学研究科博士後期課程修了、「張作霖政権の研究 -「奉天文治派」からみた歴史的意義を中心に」で博士（文学）。1996年富山大学人文学部講師、1998年助教授、2007年准教授、2015年教授、2016年帝京大学文学部教授となる。専門は中国近現代史。
「人民解放軍」、「中国共産党」、「中華人民共和国」の三者の関係を明確に理解したうえで、日本は中国の言動に過剰反応しないことが肝要である、と主張している。

## 著書
- 『馬賊で見る「満洲」  張作霖のあゆんだ道』講談社選書メチエ 2004
- 『「漢奸」と英雄の満洲』講談社選書メチエ 2008
- 『＜軍＞の中国史』講談社現代新書、2017年

### 監修
- 『地図と拳』小川哲、2023年、集英社

## 論文
- <澁谷由里